# Mark Huizinga
Mark Huizinga (Vlaardingen, Països Baixos, 10 de setembre de 1973) és un judoka neerlandès, ja retirat, guanyador de tres medalles olímpiques.
Va participar, als 22 anys, als Jocs Olímpics d'Estiu de 1996 realitzats a Atlanta (Estats Units), on va aconseguir guanyar la medalla de bronze en la prova masculina de pes mitjà (81-90 kg.). En els Jocs Olímpics d'Estiu de 2000 realitzats a Sydney (Austràlia) aconseguí guanyar la medalla d'or en aquesta mateixa categoria, un metall que es transformà novament en bronze en els Jocs Olímpics d'Estiu de 2004 realitzats a Atenes (Grècia). En els Jocs Olímpics d'Estiu de 2008 realitzats a Pequín (RP Xina) perdé en quarts de final, finalitzant quinzè. En finalitzar aquesta competició anuncià la seva retirada.
Al llarg de la seva carrera ha guanyat una medalla de bronze en el Campionat del Món de judo, així com dotze medalles en el Campionat d'Europa, entre elles cinc medalles d'or.